# Nýrovce
Nýrovce (do roku 1948 Nírovce)  jsou obec na Slovensku v okrese Levice. Obec vznikla roku 1946 spojením obcí Nýrovce (maď. Nyír) a Agov (maď. Ágó). První písemná zmínka pochází z roku 1247, kdy je uváděna jako Nyr. Část obce zvaná Edeci byla zmiňována již v roce 1165, kdy byla majetkem opatství v Hronském Beňadiku.

## Pamětihodnosti
- Římskokatolický kostel sv. Jana Nepomuckého, jednolodní barokní stavba se segmentově ukončeným presbytářem, bez věže, z roku 1766. Stojí na místě starší kaple. Stavba prošla stavebními úpravami v roce 1946. Presbyterium kostela je zaklenuto pruskou klenbou, loď je plochostropá. Nachází se zde pozdně barokní oltář z druhé poloviny 18. století s obrazem sv. Jana Nepomuckého z 19. století.
- Reformovaný kostel, jednolodní neoklasicistní stavba se segmentově ukončeným presbytářem a představenou věží z první poloviny 20. století. Věž je členěna lizénami a ukončena jehlancovou helmicí.
- Klasicistní zámeček (kaštel), dvoupodlažní stavba na půdorysu obdélníku s valbovou střechou z poloviny 19. století. Hlavnímu sedmiosovému průčelí dominuje polygonální rizalit. Secesně laděné fasády jsou členěny lizénovými rámy, dekorativní dělená okna mají jednoduché římsové suprafenestry.

## Osobnosti
- Norbert Schreier, teolog, filozof, hebraista a slovenský buditel českého původu